# روبرتو ادواردو ویولا
روبرتو ادواردو ویولا (به اسپانیایی: Roberto Eduardo Viola) سیاستمدار و نظامی آرژانتینی که در فاصله ماه‌های مارس تا دسامبر سال ۱۹۸۱ حاکم نظامی این کشور بود
ژنرال روبرتو ویولا توسط شورای نظامی آرژانتین به ریاست جمهوری این کشور برگزیده شد.

## زندگی
وی 13 اکتبر سال 1924 متولد شده است. والدین او مهاجران ایتالیایی انجیلا ویاله و رازه مریه پریویدین بودند، که هر دو اهل کازاتیسما، شهری در استان پاویا بودند.

## ریاست جمهوری
پس از رفتن ویدیله ویاله رسماً وظیفه ریاست جمهوری آرژانتین را به عهده گرفت.